# Moustapha Cissé (football)
 (août 2025).
Pour les articles homonymes, voir Cissé.
Moustapha Cissé, né le 14 septembre 2003 à Conakry en Guinée, est un footballeur guinéen qui évolue au poste d'avant-centre au FC Saint-Gall, en prêt de l'Atalanta Bergame.

## Biographie

### En club
Né à Conakry en Guinée, Moustapha Cissé commence sa carrière en Italie. Il joue pour le Rinascita Refugees, club basé à Copertino, dans la province de Lecce. Repéré par l'Atalanta Bergame, il signe avec le club le 23 février 2022.
Il joue son premier match en professionnel avec l'Atalanta, le 20 mars 2022, lors d'une rencontre de Serie A face au Bologne FC. Il entre en jeu à la place de Luis Muriel et marque également son premier but en professionnel, en donnant la victoire à son équipe en étant l'unique buteur de la partie,.
Le 5 août 2022, Moustapha Cissé est prêté par l'Atalanta au Pise SC, pour une saison.
Le 25 juillet 2024, Moustapha Cissé rejoint la Suisse et le club du FC Saint-Gall sous la forme d'un prêt d'une saison.